# Abierto Mexicano de Tenis 2005 - Qualificazioni singolare femminile
Le qualificazioni del singolare femminile dell'Abierto Mexicano de Tenis 2005 sono state un torneo di tennis preliminare per accedere alla fase finale della manifestazione. I vincitori dell'ultimo turno sono entrati di diritto nel tabellone principale. In caso di ritiro di uno o più giocatori aventi diritto a questi sono subentrati i lucky loser, ossia i giocatori che hanno perso nell'ultimo turno ma che avevano una classifica più alta rispetto agli altri partecipanti che avevano comunque perso nel turno finale.
Le qualificazioni del torneo prevedevano 32 partecipanti di cui 4 sono entrati nel tabellone principale.

## Teste di serie
1. Laura Pous Tió (secondo turno)
2. Vilmarie Castellvi (secondo turno)
3. Kateřina Böhmová (ultimo turno)
4. Conchita Martínez Granados (primo turno)

1. Zsófia Gubacsi (primo turno)
2. Eva Birnerová (ultimo turno)
3. Paula Garcia (secondo turno)
4. Ljudmila Skavronskaja (primo turno)

## Qualificati
1. Ágnes Szávay
2. Rosa María Andrés Rodríguez

1. Erica Krauth
2. Julie Ditty

## Tabellone

### Legenda
| - Q = Qualificato - WC = Wild card - LL = Lucky loser | - ALT = Alternate - SE = Special Exempt - PR = Protected Ranking | - w/o = Walkover - r = Ritirato - d = Squalificato |

### Sezione 1
|  | Primo turno               | Primo turno               | Primo turno               | Primo turno | Primo turno |  |  | Secondo turno | Secondo turno    | Secondo turno    | Secondo turno | Secondo turno |    |   | Ultimo turno | Ultimo turno | Ultimo turno | Ultimo turno | Ultimo turno |  |
|  |                           |                           |                           |             |             |  |  |               |                  |                  |               |               |    |   |              |              |              |              |              |  |
|  | 1                         | Laura Pous Tió            | Laura Pous Tió            | 6           | 6           |  |  |               |                  |                  |               |               |    |   |              |              |              |              |              |  |
|  |                           | Erika Clarke-Magana       | Erika Clarke-Magana       | 1           | 1           |  |  | 1             | Laura Pous Tió   | 2                | 6             | 2             |    |   |              |              |              |              |              |  |
|  | Ágnes Szávay              | Ágnes Szávay              | Ágnes Szávay              | 7           | 6           |  |  |               | Ágnes Szávay     | 6                | 3             | 6             |    |   |              |              |              |              |              |  |
|  | Alexandra Kravets         | Alexandra Kravets         | Alexandra Kravets         | 5           | 1           |  |  |               |                  |                  |               |               |    |   |              | Ágnes Szávay | Ágnes Szávay | 7            | 6            |  |
|  | Olga Vymetálková          | Olga Vymetálková          | Olga Vymetálková          | 6           | 6           |  |  |               |                  | 6                | Eva Birnerová | Eva Birnerová | 65 | 4 |              |              |              |              |              |  |
|  | Maria-Vanina Garcia-Sokol | Maria-Vanina Garcia-Sokol | Maria-Vanina Garcia-Sokol | 3           | 1           |  |  |               | Olga Vymetálková | Olga Vymetálková | 3             | 0             |    |   |              |              |              |              |              |  |
|  | 6                         | Eva Birnerová             | Eva Birnerová             | 6           | 6           |  |  | 6             | Eva Birnerová    | Eva Birnerová    | 6             | 6             |    |   |              |              |              |              |              |  |
|  |                           | Nina Murn                 | Nina Murn                 | 2           | 0           |  |  |               |                  |                  |               |               |    |   |              |              |              |              |              |  |

### Sezione 2
|  | Primo turno                  | Primo turno                  | Primo turno                  | Primo turno | Primo turno |  |  | Secondo turno               | Secondo turno               | Secondo turno               | Secondo turno               | Secondo turno               |   |   | Ultimo turno      | Ultimo turno      | Ultimo turno      | Ultimo turno | Ultimo turno |  |
|  |                              |                              |                              |             |             |  |  |                             |                             |                             |                             |                             |   |   |                   |                   |                   |              |              |  |
|  | 2                            | Vilmarie Castellvi           | Vilmarie Castellvi           | 6           | 6           |  |  |                             |                             |                             |                             |                             |   |   |                   |                   |                   |              |              |  |
|  |                              | Marcela Arroyo-Vergara       | Marcela Arroyo-Vergara       | 0           | 2           |  |  | 2                           | Vilmarie Castellvi          | 2                           | 7                           | 4                           |   |   |                   |                   |                   |              |              |  |
|  | Frederica Piedade            | Frederica Piedade            | Frederica Piedade            | 6           | 6           |  |  |                             | Frederica Piedade           | 6                           | 5                           | 6                           |   |   |                   |                   |                   |              |              |  |
|  | Ana-Lucia Migliarini De Leon | Ana-Lucia Migliarini De Leon | Ana-Lucia Migliarini De Leon | 4           | 3           |  |  |                             |                             |                             |                             |                             |   |   | Frederica Piedade | Frederica Piedade | Frederica Piedade | 1            | 5            |  |
|  | Rosa María Andrés Rodríguez  | Rosa María Andrés Rodríguez  | Rosa María Andrés Rodríguez  | 6           | 6           |  |  |                             |                             | Rosa María Andrés Rodríguez | Rosa María Andrés Rodríguez | Rosa María Andrés Rodríguez | 6 | 7 |                   |                   |                   |              |              |  |
|  | Daniela Munoz-Gallegos       | Daniela Munoz-Gallegos       | Daniela Munoz-Gallegos       | 2           | 0           |  |  | Rosa María Andrés Rodríguez | Rosa María Andrés Rodríguez | Rosa María Andrés Rodríguez | 6                           | 6                           |   |   |                   |                   |                   |              |              |  |
|  |                              | Nuria Roig-Tost              | 6                            | 3           | 6           |  |  | Nuria Roig-Tost             | Nuria Roig-Tost             | Nuria Roig-Tost             | 1                           | 1                           |   |   |                   |                   |                   |              |              |  |
|  | 5                            | Zsófia Gubacsi               | 2                            | 6           | 4           |  |  |                             |                             |                             |                             |                             |   |   |                   |                   |                   |              |              |  |

### Sezione 3
|  | Primo turno                   | Primo turno                   | Primo turno                   | Primo turno | Primo turno |  |  | Secondo turno | Secondo turno    | Secondo turno    | Secondo turno | Secondo turno |   |   | Ultimo turno | Ultimo turno     | Ultimo turno     | Ultimo turno | Ultimo turno |  |
|  |                               |                               |                               |             |             |  |  |               |                  |                  |               |               |   |   |              |                  |                  |              |              |  |
|  | 3                             | Kateřina Böhmová              | Kateřina Böhmová              | 6           | 6           |  |  |               |                  |                  |               |               |   |   |              |                  |                  |              |              |  |
|  |                               | Betina Jozami                 | Betina Jozami                 | 4           | 1           |  |  | 3             | Kateřina Böhmová | Kateřina Böhmová | 6             | 6             |   |   |              |                  |                  |              |              |  |
|  | Kaysie Smashey                | Kaysie Smashey                | Kaysie Smashey                | 6           | 6           |  |  |               | Kaysie Smashey   | Kaysie Smashey   | 0             | 3             |   |   |              |                  |                  |              |              |  |
|  | Lorena-Ivette Arias-Rodriguez | Lorena-Ivette Arias-Rodriguez | Lorena-Ivette Arias-Rodriguez | 0           | 3           |  |  |               |                  |                  |               |               |   |   | 3            | Kateřina Böhmová | Kateřina Böhmová | 4            | 2            |  |
|  | Erica Krauth                  | Erica Krauth                  | Erica Krauth                  | 6           | 4           |  |  |               |                  |                  | Erica Krauth  | Erica Krauth  | 6 | 6 |              |                  |                  |              |              |  |
|  | Jasmin Wöhr                   | Jasmin Wöhr                   | Jasmin Wöhr                   | 2           | 0r          |  |  |               | Erica Krauth     | 3                | 7             | 6             |   |   |              |                  |                  |              |              |  |
|  | 7                             | Paula Garcia                  | Paula Garcia                  | 6           | 6           |  |  | 7             | Paula Garcia     | 6                | 5             | 4             |   |   |              |                  |                  |              |              |  |
|  |                               | Valeria Pulido-Velasco        | Valeria Pulido-Velasco        | 1           | 0           |  |  |               |                  |                  |               |               |   |   |              |                  |                  |              |              |  |

### Sezione 4
|  | Primo turno        | Primo turno                | Primo turno                | Primo turno | Primo turno |  |  | Secondo turno          | Secondo turno          | Secondo turno | Secondo turno | Secondo turno |   |   | Ultimo turno | Ultimo turno | Ultimo turno | Ultimo turno | Ultimo turno |  |
|  |                    |                            |                            |             |             |  |  |                        |                        |               |               |               |   |   |              |              |              |              |              |  |
|  |                    | Ruxandra Dragomir-Ilie     | Ruxandra Dragomir-Ilie     | 6           | 7           |  |  |                        |                        |               |               |               |   |   |              |              |              |              |              |  |
|  | 4                  | Conchita Martínez Granados | Conchita Martínez Granados | 4           | 5           |  |  | Ruxandra Dragomir-Ilie | Ruxandra Dragomir-Ilie | 68            | 6             | 3             |   |   |              |              |              |              |              |  |
|  | Neha Uberoi        | Neha Uberoi                | Neha Uberoi                | 6           | 7           |  |  | Neha Uberoi            | Neha Uberoi            | 7             | 3             | 6             |   |   |              |              |              |              |              |  |
|  | Edina Gallovits    | Edina Gallovits            | Edina Gallovits            | 4           | 65          |  |  |                        |                        |               |               |               |   |   | Neha Uberoi  | Neha Uberoi  | Neha Uberoi  | 3            | 3            |  |
|  | Mathilde Johansson | Mathilde Johansson         | Mathilde Johansson         | 6           | 6           |  |  |                        |                        | Julie Ditty   | Julie Ditty   | Julie Ditty   | 6 | 6 |              |              |              |              |              |  |
|  | Kristen Schlukebir | Kristen Schlukebir         | Kristen Schlukebir         | 2           | 4           |  |  | Mathilde Johansson     | Mathilde Johansson     | 4             | 6             | 2             |   |   |              |              |              |              |              |  |
|  |                    | Julie Ditty                | 2                          | 6           | 6           |  |  | Julie Ditty            | Julie Ditty            | 6             | 2             | 6             |   |   |              |              |              |              |              |  |
|  | 8                  | Ljudmila Skavronskaja      | 6                          | 2           | 3           |  |  |                        |                        |               |               |               |   |   |              |              |              |              |              |  |